# Aloe omoana
Aloe omoana ist eine Pflanzenart der Gattung der Aloen in der Unterfamilie der Affodillgewächse (Asphodeloideae). Das Artepitheton omoana verweist auf das Vorkommen der Art nahe der Quellgebiete des Omo in Äthiopien.

## Beschreibung

### Vegetative Merkmale
Aloe omoana wächst einzeln und stammlos oder sehr kurz stammbildend. Die Stämme erreichen eine Länge von bis zu 10 Zentimeter. Die 16 bis 20 linear-lanzettlichen Laubblätter sind ausgebreitet mit einer zurückgebogenen spitzen Spitze. Ihre trüb grüne Blattspreite, im zurückgebogenen Teil ist sie glänzend grün, ist 65 Zentimeter lang und 8,5 Zentimeter breit. Die leuchtend roten, nach vorn gerichteten Zähne am Blattrand sind 5 Millimeter lang und stehen 10 bis 20 Millimeter voneinander entfernt. Der gelbe Blattsaft bleibt trocken gelb.

### Blütenstände und Blüten
Der fast aufrechte bis schiefe Blütenstand besteht aus bis zu sieben aufsteigenden Zweigen und erreicht eine Länge von 120 Zentimeter. Die fast dichten, zylindrischen Trauben sind bis zu 15 Zentimeter lang. In Knospe sind sie einseitswendig. Die eiförmig-spitzen Brakteen weisen eine Länge von 2 Millimeter auf und sind 1 Millimeter breit. Die gelben oder roten Blüten stehen an 15 Millimeter langen Blütenstielen. Die Blüten sind 30 Millimeter lang. Auf Höhe des Fruchtknotens weisen die Blüten einen Durchmesser von 7 Millimeter auf. Ihre äußeren Perigonblätter sind auf einer Länge von 12 Millimetern nicht miteinander verwachsen. Die Staubblätter und der Griffel ragen 5 Millimeter aus der Blüte heraus.

## Systematik und Verbreitung
Aloe omoana ist in Äthiopien nahe der Quellgebiete des Omo auf Basaltvorkommen in einer Höhe von 1840 Metern verbreitet. Die Art ist nur vom Typusfundort bekannt.
Die Erstbeschreibung durch Thomas A. McCoy und John Jacob Lavranos wurde 2007 veröffentlicht.

## Nachweise